# Costa degli Etruschi
La costa degli Etruschi comprende il territorio continentale della provincia di Livorno, interessando da sud verso nord i territori comunali di Piombino, San Vincenzo, Castagneto Carducci, Bibbona, Cecina, Livorno e Rosignano Marittimo, nonché i comuni dell'entroterra, ovvero Sassetta, Suvereto e Campiglia Marittima. In alcuni casi, vengono fatti rientrare nella costa degli Etruschi i comuni pisani pedecollinari, quali Castellina Marittima, Guardistallo, Montescudaio, Santa Luce e Riparbella.
È così denominata per le numerose necropoli etrusche presenti principalmente tra il golfo di Baratti e Populonia, che in origine era l'unica città etrusca sorta lungo la fascia costiera; la denominazione si è estesa successivamente all'intero litorale della provincia di Livorno, in gran parte corrispondente alla Maremma livornese (l'antica Maremma pisana).
La manifestazione sportiva del "Palio della Costa Etrusca" si svolge annualmente durante il lunedì dell'Angelo. Dal 1996 vi si svolge anche il Gran Premio Costa degli Etruschi.

## Geografia fisica
La costa si presenta prevalentemente bassa e sabbiosa nel tratto tra Rosignano Solvay a nord e il golfo di Baratti a sud, con spiagge generalmente di colore dorato, a eccezione del tratto costiero tra Rosignano Solvay e Vada dove si estendono le suggestive Spiagge Bianche.
Più a nord, gli ameni promontori di Castiglioncello e Quercianella, segnano la costa in prossimità di Livorno, alle cui spalle si estendono le cosiddette Colline livornesi.
A sud, invece, si innalza il promontorio di Piombino, sulla cui sommità sorge Populonia, che divide il golfo di Baratti dalla stessa Piombino, segnando nel contempo il confine tra mar Ligure e mar Tirreno.

### Clima
Il clima della zona risulta particolarmente mite e soleggiato, grazie anche alla costante ventilazione. Le piogge sono concentrate soprattutto nei mesi autunnali e sono comprese mediamente tra i 600 e i 700 mm annui; punte superiori si registrano nelle località in prossimità dei rilievi collinari delle colline Metallifere.
Nella tabella sottostante sono riportati i dati climatici medi relativi al trentennio 1951-1980, forniti da alcune stazioni facenti capo al servizio idrologico.
| Località            | Latitudine | Altitudine       | Temperatura media annua | Precipitazioni medie annue | Media di riferimento |
| ------------------- | ---------- | ---------------- | ----------------------- | -------------------------- | -------------------- |
| Vada                |            | 1 metro s.l.m.   | 15,4 °C                 | 740 mm                     | 1951-1980            |
| Cecina-Ghinghia     |            | 15 metri s.l.m.  | 15,3 °C                 | 796 mm                     | 1951-1980            |
| Bibbona             |            | 160 metri s.l.m. | 15,0 °C                 | 822 mm                     | 1951-1980            |
| Castelluccio        |            | 108 metri s.l.m. | 14,8 °C                 | 767 mm                     | 1951-1980            |
| Renaione            |            | 3 metri s.l.m.   | 15,4 °C                 | 661 mm                     | 1951-1980            |
| Donoratico          |            | 14 metri s.l.m.  | 15,3 °C                 | 689 mm                     | 1951-1980            |
| Castagneto Carducci |            | 194 metri s.l.m. | 14,4 °C                 | 832 mm                     | 1951-1980            |
| Sassetta            |            | 350 metri s.l.m. | 13,9 °C                 | 990 mm                     | 1951-1980            |
| San Vincenzo        |            | 2 metri s.l.m.   | 16,2 °C                 | 737 mm                     | 1951-1980            |
| San Carlo Solvay    |            | 350 metri s.l.m. | 13,9 °C                 | 791 mm                     | 1951-1980            |
| Suvereto            |            | 112 metri s.l.m. | 16,1 °C                 | 795 mm                     | 1951-1980            |
| Venturina           |            | 7 metri s.l.m.   | 16,1 °C                 | 744 mm                     | 1951-1980            |
| Populonia           |            | 170 metri s.l.m. | 15,1 °C                 | 775 mm                     | 1951-1980            |
| Casello di Cornia   |            | 5 metri s.l.m.   | 16,2 °C                 | 684 mm                     | 1951-1980            |
| Vignarca            |            | 2 metri s.l.m.   | 16,2 °C                 | 733 mm                     | 1951-1980            |
| Vignale             |            | 3 metri s.l.m.   | 16,2 °C                 | 761 mm                     | 1951-1980            |

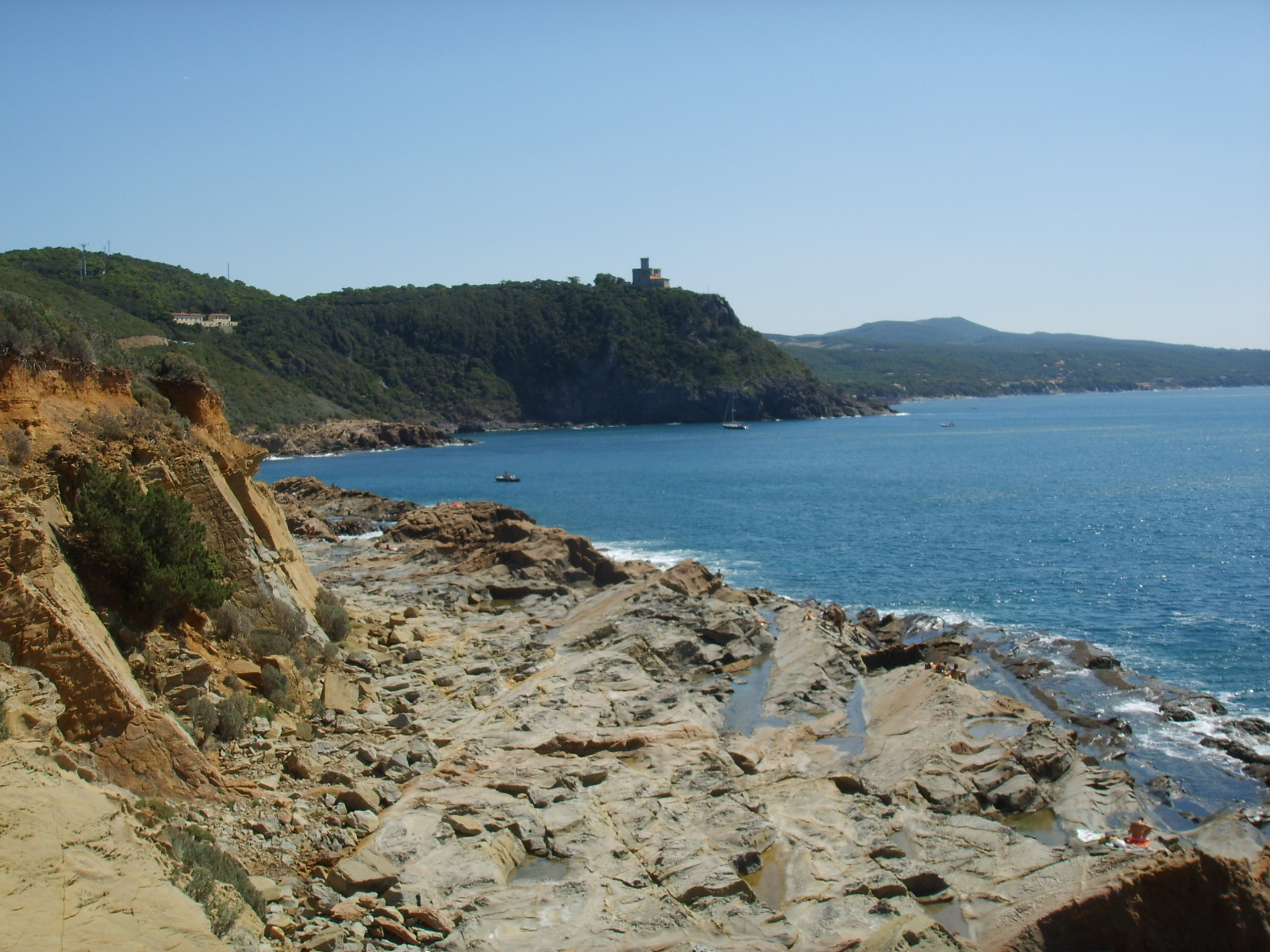
Livorno: "Il Romito" e il Castello Sonnino
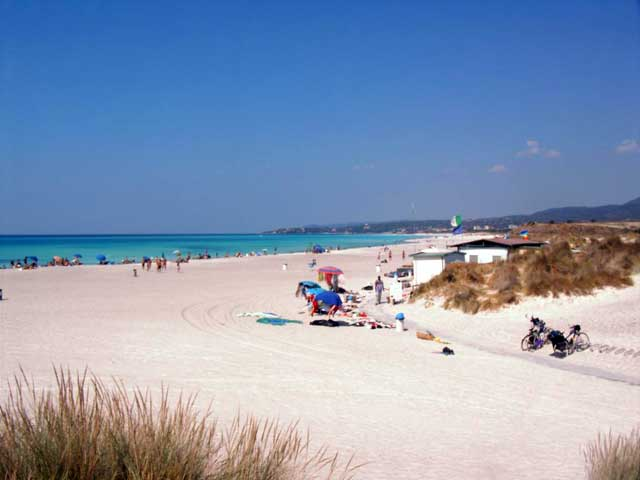
Le Spiagge Bianche di Vada
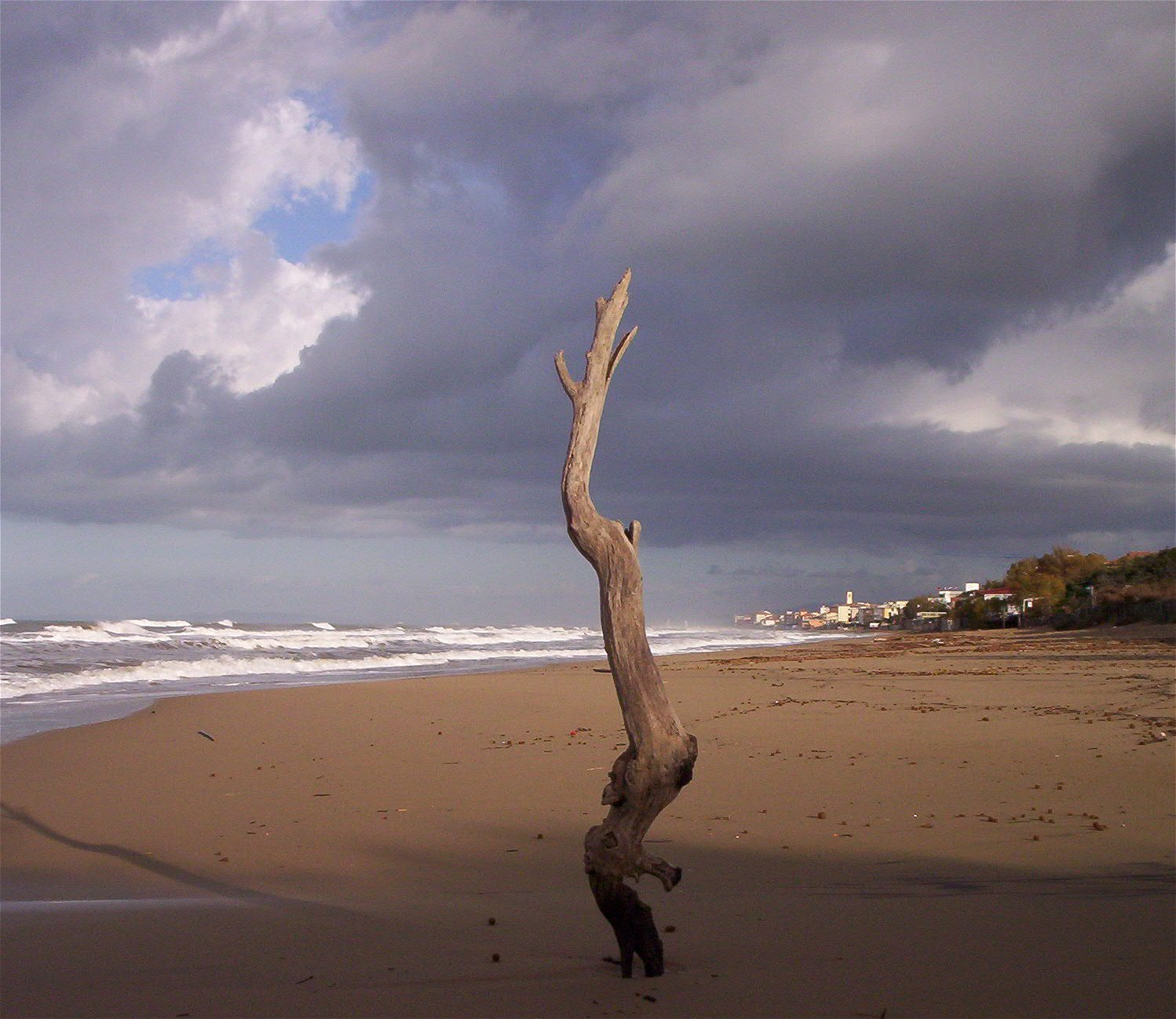
Spiaggia di San Vincenzo